# Neuer Friedhof (Greifswald)

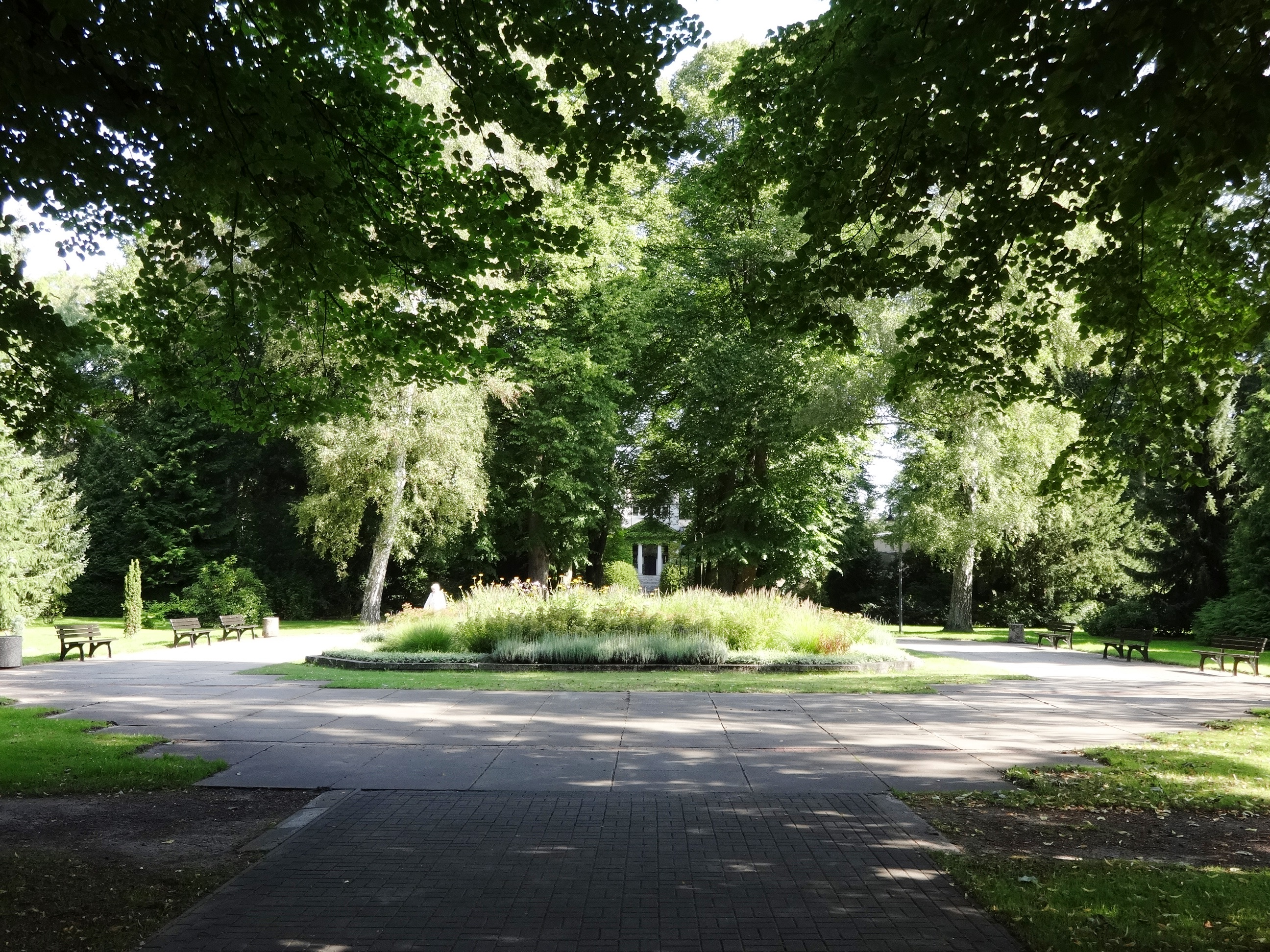
Neuer Friedhof in Greifswald

Der Neue Friedhof befindet sich in der Fettenvorstadt der Universitäts- und Hansestadt Greifswald in Vorpommern im Nordosten Deutschlands. Er ist über die gleichnamige Straße Am neuen Friedhof erreichbar und steht unter Denkmalschutz.

## Geschichte

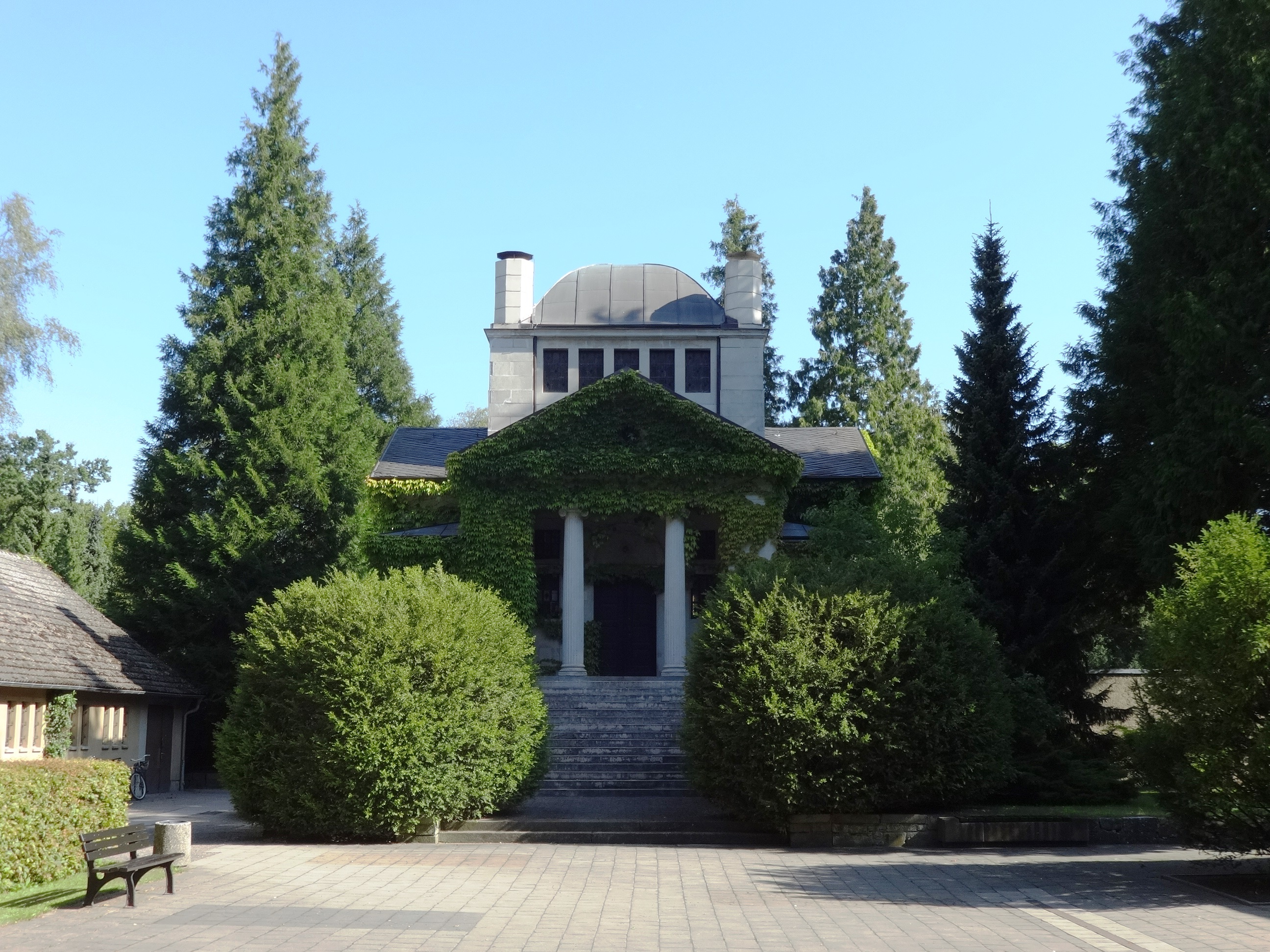
Krematorium

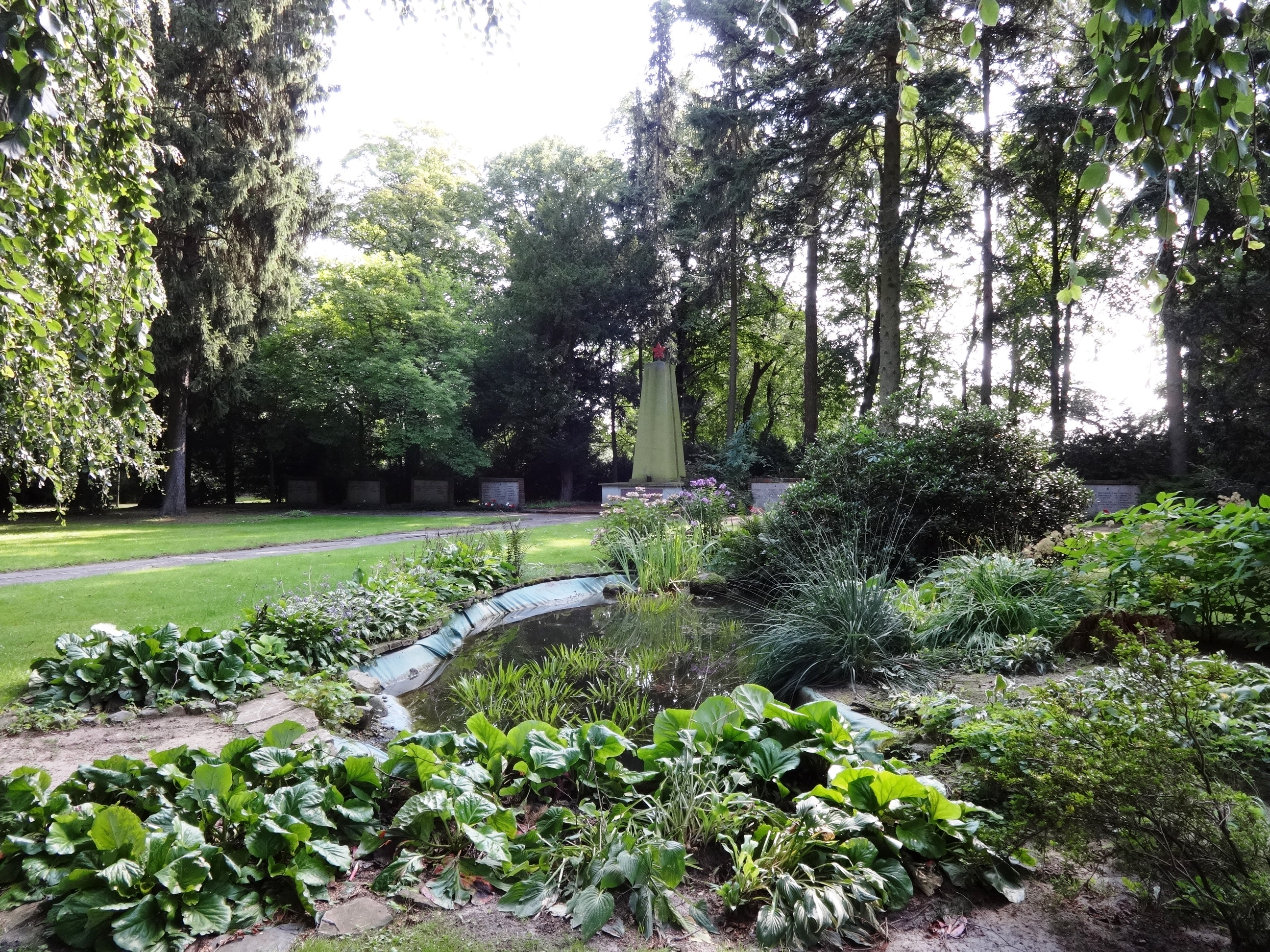
Sowjetische Kriegsgräberstätte

1818 eröffnete die Stadt Greifswald den Alten Friedhof und beendete damit aus hygienischen Gründen die bisherige Praxis, ihre Toten auf den Friedhöfen der Kirchen zu bestatten. Die heute rund 4,4 Hektar große Fläche war jedoch schon bald zu klein und so befasste sich der Rat der Stadt bereits Anfang der 1850er Jahre mit einer Anlage eines weiteren Friedhofs. Dieser beschloss, den bestehenden Friedhof zu vergrößern und beauftragte gleichzeitig den Geodäten Gustav Berlin (1809–1894) mit der Erarbeitung eines Entwurfes für einen neuen Friedhof im Westen der Stadt. Diesen legte Berlin am 23. Oktober 1862 dem Rat vor. Er sah einen streng geometrischen Grundriss mit vier Feldern und einem Wegekreuz vor und orientierte sich damit an dem Neuen Begräbnisplatz in Dessau, der Ende des 18. Jahrhunderts entstanden war. Der akademische Garteninspektor Justus Ottmar Friedrich Dotzauer (1808–1876) wurde mit der Bepflanzung beauftragt. Vier Jahre später, am 24. August 1864, weihte Superintendent Vogt den Friedhof ein. Kurz darauf wurden bereits die ersten Bestattungen vorgenommen.
In den Jahren 1884 bis 1886 errichtete die Kirchengemeinde eine Kapelle nach einem Entwurf von C. Doflein. Sie wurde am 10. Januar 1887 eingeweiht. In den kommenden Jahren musste der Friedhof in drei Abschnitten erweitert werden. In den Jahren 1912 und 1913 entstanden mit Hilfe einer privaten Stiftung um Emma Prast und Willy Gerding ein Krematorium. An sie erinnert je eine Gedenktafel am Gebäude. Im gleichen Zeitraum entstand ein Urnenhain; der Friedhof wurde erneut erweitert.
Die Stadt übernahm mit Wirkung zum 21. Januar 1913 die Verwaltung des Friedhofs. Unter ihrer Leitung weihte man am 26. Januar desselben Jahres das Krematorium ein. 1933 gestaltete man die Gräber der 178 gefallenen deutschen sowie 23 weiterer russische Kriegsopfer aus dem Ersten Weltkrieg um und erweiterte den Friedhof um weitere 10 Hektar. Nach dem Ende des Zweiten Weltkrieges entstanden Ehrengräber für die Gefallenen der Roten Armee. Seit 1953 erinnert ein Ehrenmal an die Verfolgten des Naziregimes; es wurde 1970 überarbeitet. 1981 riss man die Kapelle ab und begann mit dem Bau einer neuen Feierhalle, die 1985 fertiggestellt wurde. Einige Buntglasfenster sowie eine Christus-Statue aus der Kapelle kamen in die Dorfkirche Löcknitz und blieben so erhalten. Das Krematorium wurde zwischen 1997 und 2001 auf Grund verschärfter Emissionsvorschriften umgebaut.
Im 21. Jahrhundert hat der Friedhof eine Größe von rund 23,1 Hektar.

## Gräber bekannter Persönlichkeiten
- Bruno Benthien (1930–2015), deutscher Geograph
- Gertrud Berger (1870–1949), deutsche Kunstmalerin
- Rudolf Petershagen (1901–1969), Kommandant von Greifswald, der die Stadt kampflos an die Rote Armee übergab
- Otto Wobbe (1868–1945), niederdeutscher Autor
- Alwine Wuthenow (1820–1908), niederdeutsche Dichterin mit dem Pseudonym Annmariek Schulten
- Hans-Jürgen Zobel (1928–2000), Professor für Altes Testament, Landtagsabgeordneter in Mecklenburg-Vorpommern, Präses der Synode der Pommerschen Evangelischen Kirche und Rektor der Ernst-Moritz-Arndt-Universität in Greifswald.